# شوتاكون ( مصطلح)

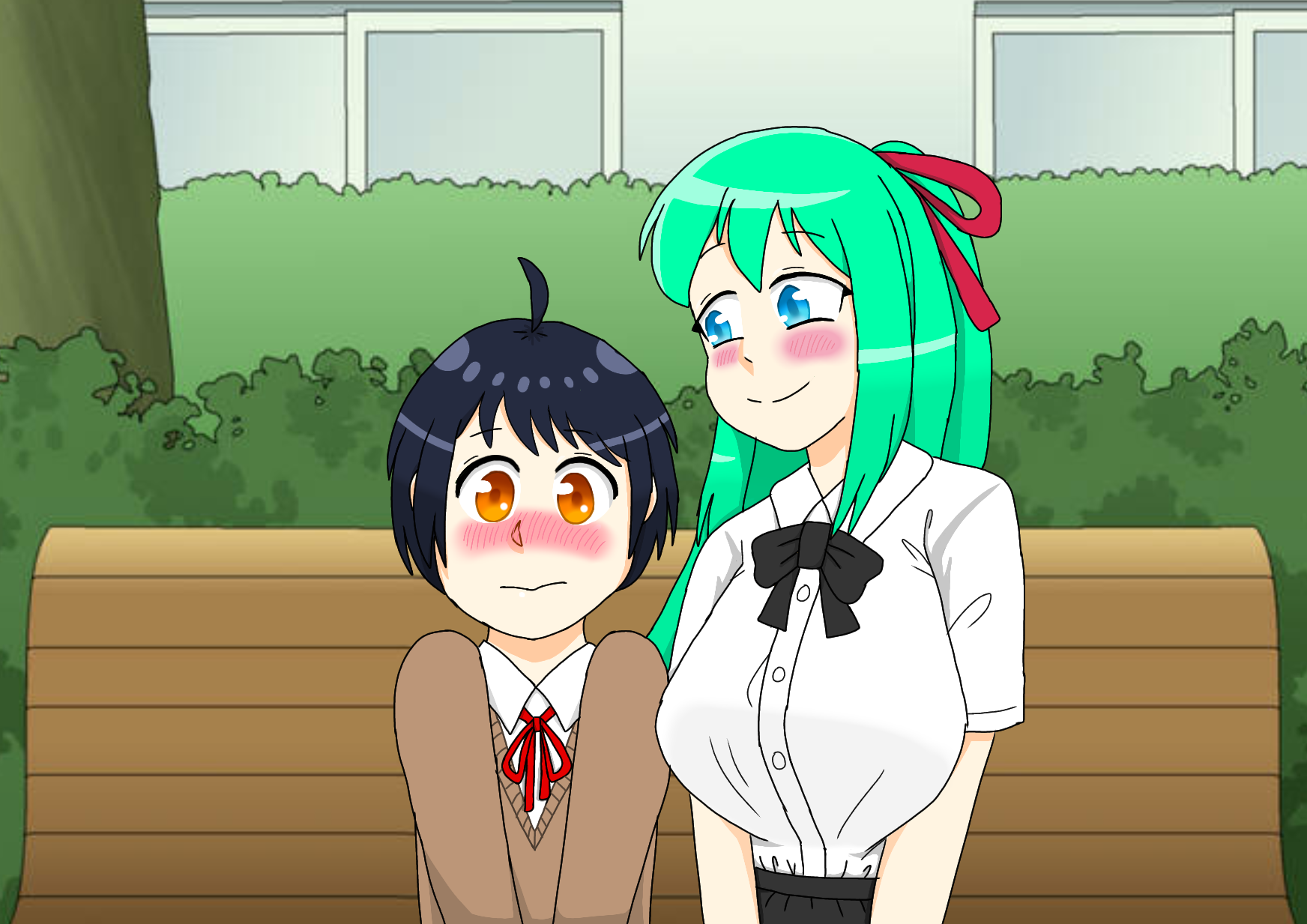
رسم توضيحي لشخصية أنثوية أكبر سناً تنجذب إلى شخصية شوتا ، و هي سمة من السمات المميزة للشخصيات التي تعاني من عقدة شوتاكون

في بعض القصص ، يتم إقران شخصية شاب الذكر مع ذكر مثله ، عادةً ما بطريقة تصوره مثلي الجنس ، و هذا هو الأكثر شيوعًا في أعمال اللواطية المعروفة باسم الياوي / حب الفتيان ( اختصارًا : بي إل) المخصصة للقراء الإناث و يتم تسمية الفتيات التي تحب هذا النوع من الأعمال بالفوجوشي ، و على الجانب الآخر بعض هذه الأعمال موجهة للذكور ، مثل سلسلة الأوفا Boku no Pico . في حالات أخرى ، يتم إقران شخصية الشوتا بأنثى ، والتي يسميها محبي الانمي و المانغا العام بـ "الشوتا المستقيمة". و في أعمال أخرى يتم ربط شخصية الشوتا مع فتاة أكبر سنًا أو امرأة و التي تُعرف بالاوني شوتا
(おねショタ), a blend of onē-san (お姉さん, older sister) and shota. تم اقتراح حد فاصل مكون من "حوالي 15" كخط فاصل للتفرقة بين أعمال الشوتاكون و البي إل ( حب الفتيان) ويمكن أن ينطبق أيضًا على شخصيات ما بعد البلوغ (المراهقين أو البالغين) مع سمات توقف النمو التي تجعلهم يبدون أصغر سناً مما هم عليه و هذا يظهر في شخصيات عدة تبدو بالغة بسن أصغر .  المصطلح المكافئ لجذب الفتيات الصغيرات (أو الفن المتعلق بالتصوير الجنسي للفتيات الصغيرات ) هو لوليكون .
يتضمن استخدام اصطلح الشوتاكون في ثقافتي المعجبين الغربيين و اليابانيين بين أعمال تتراوح بين من المحتوي الإباحية الصريحة إلى تلك المليئة بالايحائات بشكل معتدل ، أو الرومانسية ، أو في حالات نادرة غير جنسية تمامًا ، و في هذه الحالة لا يتم تصنيف هذه الأعمال عادةً على أنها شوتاكون "حقيقية" بل يتم درجها تحت تصنيف آخر . كما هو الحال مع عقدة اللوليكون ، يرتبط عقدة الشوتاكون بمفاهيم الكاواي (أي الجاذب أو اللطيف) و الموي ( أي اللطيف أيضاً) و
كن ل
يتم تقديم الشخصيات على أنها شابة أو لطيفة أو عاجزة من أجل زيادة التعرف على القارئ وإلهام المشاعر الوق داخله ائية). على هذا النحو الذي تم ذكره ، يتم استخدام سمات و شخصيات الشوتاكون في مجموعة متنوعة من وسائط المعروضة للأطفال سواء بطريقة مقصودة أو غير مقصودة . عناصر مانغات و انميات الشوتاكون ، مثل الأعمال اللواطية المعروفة باسم الياوي ، شائعة نسبيًا في مانغات الشوجو ، مثل المانجا المترجمة الشهيرة Loveless ، والتي تتميز بعلاقة مثيرة ولكنها غير كاملة بين بطل الرواية البالغ من العمر 12 عامًا و شاب يبلغ من العمر عشرين عامًا ، أو الشاب ظهور شخصية العسل في نادي مضيفي ثانوية اوران . تقدم مانغات السينن ، التي تستهدف بشكل أساسي إثارة الاوتاكو و أحيانًا المراهقين في سياق غير إباحي ، مثل يوشينوري " يوكي" إكيدا ، الصبي البالغ من العمر 14 عامًا الذي يرتدي زي فتاة في أنمي شاي يوبيساكي بحليب .
يدعي بعض النقاد أن نوع مانغات الشوتاكون يساهم في انتشار ظاهرة الاعتداء الجنسي الفعلي على الأطفال ،  بينما يدعي نقاد آخرون أنه لا يوجد دليل على ذلك ،  يرى آخرون أن هناك دليلًا واضح جليًا على عكس ما يقولون الأوئل . 